# 高取川
高取川（たかとりかわ）は、奈良県を流れる大和川水系の河川。古くは、檜隈川（ひのくまがわ）、久米川（くめがわ）とも。奈良県高市郡高取町の南東部に位置する高取城跡に源を発し北へ流れる。橿原市に入り、神武天皇陵から流れ来る桜川を合わせ、橿原市曽我町で曽我川右岸に合流する。

## 支流
- 桧前川[1]
- 平田川[1]
- 桜川[1]